# Blieswanderweg

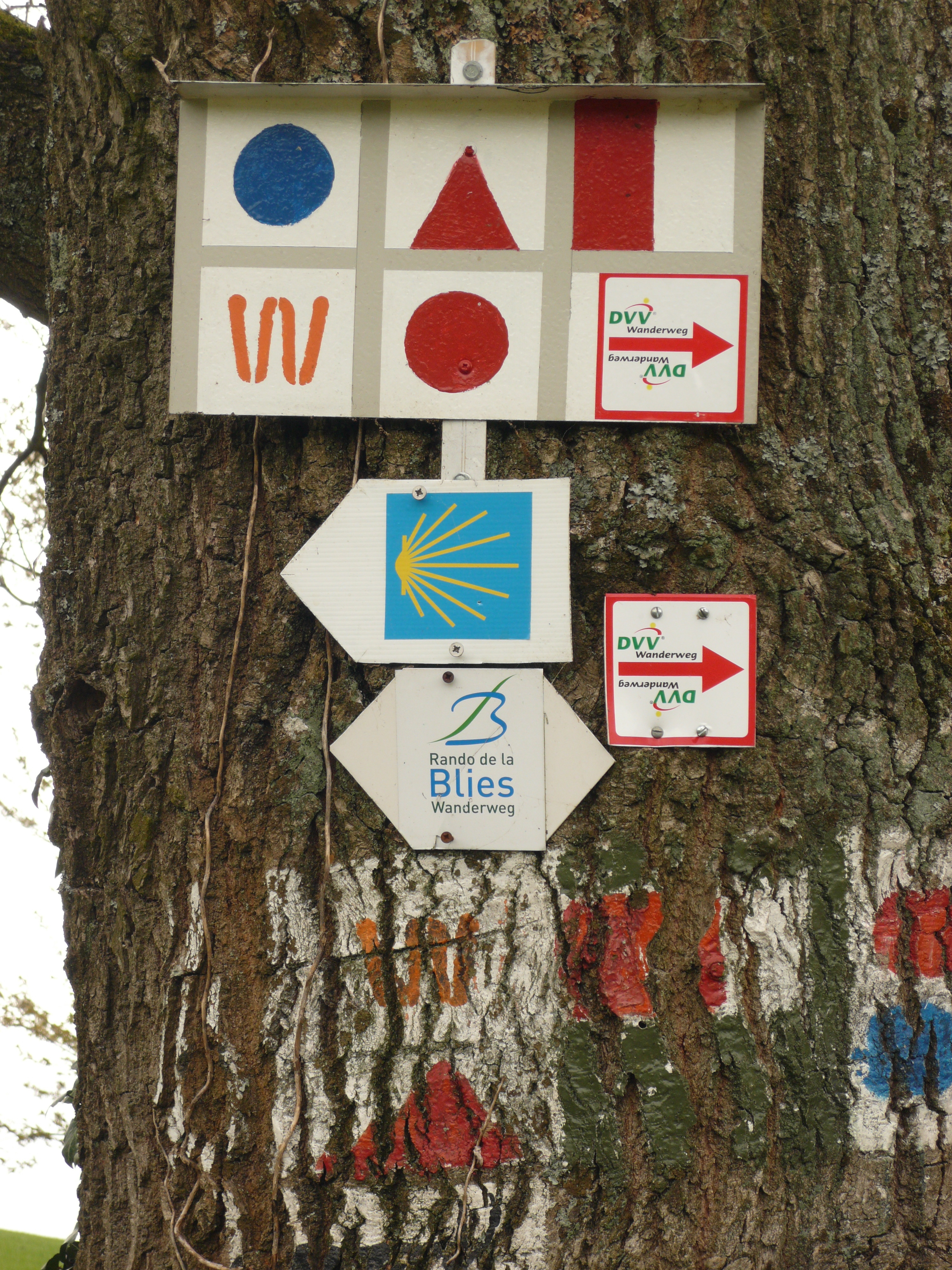
Markierung des Blieswanderweges

Der Blieswanderweg (französisch Rando de la Blies) ist ein 120 km langer grenzüberschreitender Wanderweg, der dem Lauf der Blies vom Bostalsee im nördlichen Saarland über St. Wendel, Ottweiler, Neunkirchen, Bexbach, Homburg und Blieskastel bis ins französische Saargemünd folgt. Er verläuft teilweise auf der ehemaligen Trasse der 1991 stillgelegten Bliestalbahn. Der Weg ist durch ein zweisprachiges Schild markiert.